# Liste der Präsidenten des Regionalausschusses der Toskana
Präsidenten des Regionalausschusses der Toskana (Presidenti della Giunta regionale della Toscana).
Der Präsident des Regionalausschusses vertritt die Region Toskana.

## Liste
| Präsident                                                   | Präsident          | Präsident            | Partei                                                         | Amtszeit        | Amtszeit           | Legislatur- periode |
| Präsident                                                   | Präsident          | Präsident            | Partei                                                         | Beginn          | Ende               | Legislatur- periode |
| ----------------------------------------------------------- | ------------------ | -------------------- | -------------------------------------------------------------- | --------------- | ------------------ | ------------------- |
|                                                             |                    | Lelio Lagorio        | Partito Socialista Italiano                                    | 28. Juli 1970   | 28. Juli 1975      | I (1970)            |
| 28. Juli 1975                                               | 26. September 1978 | Lelio Lagorio        | Partito Socialista Italiano                                    | II (1975)       |                    |                     |
|                                                             |                    | Mario Leone          | Partito Socialista Italiano                                    | II (1975)       | 26. September 1978 | 29. Juli 1980       |
| 29. Juli 1980                                               | 31. Mai 1983       | Mario Leone          | Partito Socialista Italiano                                    | III (1980)      |                    |                     |
|                                                             |                    | Gianfranco Bertolini | Partito Comunista Italiano                                     | III (1980)      | 31. Mai 1983       | 13. August 1985     |
| 13. August 1985                                             | 10. Juli 1990      | Gianfranco Bertolini | Partito Comunista Italiano                                     | IV (1985)       |                    |                     |
|                                                             |                    | Marco Marcucci       | Partito Comunista Italiano/ Partito Democratico della Sinistra | 10. Juli 1990   | 11. Januar 1992    | V (1990)            |
|                                                             |                    | Vannino Chiti        | Partito Democratico della Sinistra                             | 11. Januar 1992 | 13. Juni 1995      | V (1990)            |
| Partito Democratico della Sinistra/ Democratici di Sinistra | 13. Juni 1995      | Vannino Chiti        | 18. Mai 2000                                                   | VI (1995)       |                    |                     |
|                                                             |                    | Claudio Martini      | Democratici di Sinistra                                        | 18. Mai 2000    | 6. Mai 2005        | VII (2000)          |
| 6. Mai 2005                                                 | 16. April 2010     | Claudio Martini      | Democratici di Sinistra                                        | VIII (2005)     |                    |                     |
|                                                             |                    | Enrico Rossi         | Partito Democratico                                            | 15. April 2010  | 17. Juni 2015      | IX (2010)           |
| 17. Juni 2015                                               | 8. Oktober 2020    | Enrico Rossi         | Partito Democratico                                            | X (2015)        |                    |                     |
|                                                             |                    | Eugenio Giani        | Partito Democratico                                            | 8. Oktober 2020 | im Amt             | XI (2020)           |